# Малое Шарыгино
Малое Шарыгино — деревня в Кикнурском районе Кировской области.

## География
Находится к юго-востоку от границы райцентра поселка  Кикнур.

## История
Известна с 1873 года как деревня Шарыгина, в которой отмечено двор 1 и жителей 3, в 1905 (Малое Падашево или Шарыгино при малой дороге) 24 и 147, в 1926 (уже деревня Малое Шарыгино или Малое Падашева) 36 и 177, в 1950 42 и 97, в 1989 году учтено 87 жителей. Настоящее название закрепилось с 1939 года. До января 2020 года входила в Кикнурское городское поселение до его упразднения.

## Население
Постоянное население  составляло 104 человека (русские 56%, мари 43%) в 2002 году, 80 в 2010.